# Отравяне на Сергей и Юлия Скрипал
На 4 март 2018 г. бившият офицер от руското военно разузнаване и британски шпионин Сергей Скрипал и неговата дъщеря Юлия Скрипал са натровени в Солсбъри, Англия, предполагаемо с препарата „Новичок“.
На 26 март 2018 г. Сергей остава в критично състояние в болница и лекарите посочват, че той никога не може да се възстанови напълно. Юлия, скоро след това, отново е съзнателна и може да говори. Полицай също се разболява сериозно и до 22 март се възстановява достатъчно, за да бъде изписан от болницата. Още 46 души са потърсили медицинска помощ след нападението, но никой не поисква лечение.
През 1990-те години Сергей Скрипал е офицер в Главната дирекция за разузнаване на Русия и работи като агент на британската тайна разузнавателна служба от 1995 г. до арестуването му в Москва през декември 2004 г. Той е осъден за измяна на 13 години в наказателна колония от руски съд през 2006 г. Установява се в Обединеното кралство през 2010 г. вследствие на програмата за размяна на шпиони. Дъщеря му Юлия Скрипал е руска гражданка и посещава баща си от Москва по време на отравянето, а Сергей е британски гражданин.
По-късно през март британското правителство обвинява Русия в опит за убийство и обявява дипломатически санкции срещу Русия, включително експулсирането на много дипломати, обвинени в шпионаж. Обединеното кралство получава подкрепа от Съединените щати и други съюзници, докато Русия отхвърля обвиненията. САЩ, ръководствата на Европейския съюз и НАТО, повечето държави от ЕС и някои други страни също предприемат подобни мерки срещу Русия. От ЕС 9 страни членки не подкрепят официално обвиненията – България, Австрия, Швейцария, Кипър, Португалия, Словакия, Словения, Малта и Люксембург.

## Отравяне
В 16:15 часа на 4 март 2018 г. е получено обаждане за спешен случай, че Сергей Скрипал, 66-годишен жител на Солсбъри, и 33-годишната му дъщеря Юлия, която е пристигнала на Летище Хийтроу в Лондон от Русия предния ден, са открити в безсъзнание на обществена пейка в центъра на Солсбъри от лекар и медицинска сестра, които са минали. Съобщава се за очевидец, че е видял Юлия с пяна в устата, с широко отворени, но напълно побелели очи. В 17:10 часа те са отделно отведени в болница в Солсбъри с линейка и хеликоптер.
Според правителството на Обединеното кралство двамата са били отровени с нервен агент. Полицията обявява случая за сериозен инцидент, тъй като участват множество агенции. След инцидента здравните власти проверяват 21 служители на службите за спешна помощ и обществеността за възможни симптоми. Двама полицейски служители са лекувани за възможни незначителни симптоми, за които се твърди, че са сърбящи очи и хрипове, докато детективът сержант Ник Бейли, изпратен в къщата на Сергей Скрипал, е бил в сериозно състояние.
На 22 март 2018 г. сержант Ник Бейли е изписан от болницата. В изявление той казва: „нормалният живот за мен вероятно няма да е същият“ и благодари на болничния персонал. Към 26 март 2018 г. Скрипал и дъщеря му остават критично засегнати. На 29 март 2018 г. се съобщава, че състоянието на Юлия Скрипал се подобрява и тя вече не е в критично състояние.

## Разследване
Първата обществена реакция на отравянето е от 6 март. В рамките на Националната мрежа за противодействие на тероризма е договорено, че командването за борба с тероризма, базирано в рамките на Столичната полиция, ще поеме разследването от полицията в Уилтшир. Помощник-комисар Марк Роули, ръководител на полицейската служба за борба с тероризма, призовава за свидетели на инцидента след среща на COBR, председателствана от министъра на вътрешните работи Амбър Ръд.
Проби от нервния агент, използван при атаката, са положителни в лабораторията за наука и технологии в отбраната в Портън Даун за „много рядък“ нервен агент според британския министър на вътрешните работи.
Няколко дни по-късно, на 12 март, министър-председателката Тереза Мей казва, че агентът е бил идентифициран като един от фамилните агенти на „Новичок“, за който се смята, че е разработен през 1980-те години от Съветския съюз. Според руския посланик в Обединеното кралство Александър Яковенко, британските власти идентифицират агента като A-234.
До 14 март фокусът на разследването се насочва към дома и колата на Скрипал, пейката, където двамата падат в безсъзнание, ресторанта, в който вечерят, и кръчмата, където пият.
Впоследствие има спекулации в медиите във Великобритания и САЩ, съответно, че нервен агент е бил поставен в куфара на Юлия Скрипал, преди да напусне Москва за Лондон, или че е бил в колата им.
На 22 март Съдът за защита дава разрешение за получаване на нови кръвни проби от Юлия и Сергей Скрипал за използване от ОЗХО.
До 28 март полицейското разследване стига до заключението, че Скрипал са били отровени в дома на Сергей, като най-високата концентрация се намира на дръжката на входната му врата.

## Реакция на Великобритания
В рамките на няколко дни след нападението започва да се увеличава политическият натиск към правителството на Тереза Мей да предприеме действия срещу извършителите и повечето политици сякаш вярват, че руското правителство стои зад атентата. Положението е още по-чувствително за Русия, тъй като руският президент Владимир Путин се изправя на четвъртите си президентски избори в средата на март, а Русия ще бъде и домакин на Световното първенство по футбол през 2018 г.
Вътрешният министър на Великобритания Амбър Руд заявява на 8 март 2018 г., че използването на нервен агент на британската земя е „безпощадно и безразсъдно действие“ на опит за убийство „по най-жестокия и публичен начин“. Том Туджендхат, председател на комисията по външни работи на Камарата на общините, казва, че доказателствата показват, че руското правителство е разпоредило опита за убийство, като се позовава на сходство с отравянето на Александър Литвиненко и предишните заплахи срещу живота на Скрипал.
Премиерката Тереза Мей, която се изказва в Камарата на общините на 12 март, дава изявление за инцидента, като заявява:
"Вече е ясно, че г-н Скрипал и дъщеря му са били отровени с военен нервен агент от тип, разработен от Русия. Това е част от група нервни агенти, известни като „новичок“. Въз основа на положителната идентификация на този химичен агент от водещи световни експерти в лабораторията за научни изследвания и технологии в Портън Даун; нашите знания, че Русия преди това е създавала този агент и все още би могла да го направи; Докладът на Русия за извършването на убийства, спонсорирани от държавата; и нашата оценка, че Русия възприема някои от нарушителите като легитимни цели за убийства; правителството заключи, че е много вероятно Русия да бъде отговорна за атаката срещу Сергей и Юлия Скрипал. Г-н председател, има само две правдоподобни обяснения за случилото се в Солсбъри на 4 март. Или това е пряк акт на руската държава срещу нашата страна. Или руското правителство губи контрол над този потенциално катастрофален увреждащ нервен агент и му позволява да попадне в ръцете на други."
Мей също заявява, че правителството на Обединеното кралство иска Русия да обясни коя от тези две възможности е вярната до края на 13 март 2018 г. Тя също така казва: „Извънсъдебното убийство на терористи и дисиденти извън Русия получава юридическа санкция от руския парламент през 2006 г. И, разбира се, Русия използва радиоактивни вещества в своето варварско нападение срещу г-н Литвиненко“. Тя казва, че правителството на Обединеното кралство ще „обмисли подробно отговора на руската държава“, а в случай че няма надежден отговор, правителството ще "заключи, че това действие е равносилно на незаконно използване на сила от страна на руската държава срещу Обединеното кралство „и ще последват мерки“. Британските медии обявяват изявлението като „ултиматум на Тереза Мей до Путин“.
Мей на 14 март 2018 г. обявява редица мерки за отговор за отравянето, след като руското правителство отказва да отговори на искането на Обединеното кралство за разяснение на инцидента. Една от главните мерки е експулсирането на 23 руски дипломати, които тя представя като „действия за разбиване на руската шпионска мрежа в Обединеното кралство“, тъй като тези дипломати са идентифицирани от Великобритания като „недекларирани разузнавателни агенти“.
Би Би Си докладва други мерки, включително::
- увеличаване на проверките на частни полети, митнически и товарни превози;
- замразяване на руските държавни активи, когато има доказателства, че те могат да бъдат използвани за заплашване на живота или имуществото на граждани на Великобритания или на местни жители;
- министрите и британското кралско семейство бойкотират Световното първенство през 2018 г. в Русия;
- спиране на всички двустранни контакти на високо равнище между Великобритания и Русия;
- планове за разглеждане на нови закони за увеличаване на защитата срещу „враждебна държавна дейност“;
- нов център за отбрана от химически оръжия за 48 млн. паунда[42];
- предлагане на доброволни ваксинации срещу антракс на британските военнослужещии, които са държани във висока готовност, така че да са готови да се разположат в районите, където съществува риск от такъв вид атака[43]

Министър-председателката заявява, че някои мерки, които правителството планира, не могат да бъдат „споделяни публично от съображения за национална сигурност“. Джеръми Корбин оспорва в парламентарния си отговор изявлението на Мей относно обвиняването за атаката срещу Русия преди резултатите от независимото разследване, което предизвиква критики от страна на някои депутати, включително членове на собствената му партия. Той подкрепя изгонването, но твърди, че репресиите срещу изпирането на пари от британските финансови фирми от името на руските олигарси биха били по-ефективна мярка срещу „режима на Путин“, отколкото плановете на правителството на торите. Корбин посочва за пример грешните преценки за оръжията за масово унищожение като повод за войната в Ирак, поради което трябва да бъдат подозрителни.
Съветът за сигурност на ООН свиква извънредно заседание на 14 март 2018 г. по инициатива на Обединеното кралство за обсъждане на инцидента в Солсбъри. Според прессекретаря на руската мисия проектодокладът за пресата, внесен от Русия на заседанието на Съвета за сигурност на ООН, е блокиран от Обединеното кралство. Обединеното кралство и САЩ на заседанието обвиняват Русия за инцидента, като Обединеното кралство обвинява Русия, че е нарушила задълженията си по Конвенцията за химическите оръжия. Белият дом напълно подкрепя Великобритания в приписването на атаката на Русия, както и наказателните мерки, предприети срещу Русия. Белият дом също обвинява Русия, че подкопава сигурността на страните по света.
Обединеното кралство и впоследствие НАТО искат от Русия да предостави на Организацията за забрана на химическото оръжие „пълното разкриване“ на програмата „Новичок“. На 13 март 2018 г. министърът на вътрешните работи на Великобритания Амбър Ръд разпорежда разследване от страна на полицията и службите за сигурност за предполагаемо участие на руската държава в предишни подозрителни смъртни случаи на руски изгнаници и бизнесмени в Обединеното кралство. На 14 март 2018 г. правителството заявява, че ще предостави на Организацията за забрана на химическото оръжие екстракт от използваното вещество.
Британският външен министър Борис Джонсън казва на 16 март, че е „преобладаващо вероятно“ отравянето да е било поръчано пряко от руския президент Владимир Путин, което е първи път британското правителство да го обвинява, че лично е поръчал отравянето.

## Реакция на Русия
Правителство
Говорител на руския президент Владимир Путин е цитиран на 6 март да казва: „Ние виждаме тази трагична ситуация, но нямаме информация за това, какво би могло да е довело до нея, с какво се е занимавал“. На 12 март 2018 г. Владимир Путин и неговият говорител отхвърлят въпросите за инцидента от пресата като несъответстващи политиката на руското правителство, като Дмитрий Песков, секретарят по печата на президента Путин, обяснява, че от правителството на Обединеното кралство не е имало официално представяне по въпроса, докато „горепосоченият руски гражданин е работил за една от британските тайни служби“, а инцидентът е на британска територия.
Ръководителят на комисията по международни отношения на Съвета на федерацията Константин Косачев, заявява пред информационната агенция „Интерфакс“, че „да звучи официална версия на събития, които не са проверени“, но са „политически вкусни“, е на първо място нечестно. презумпцията за невинност и трето, поставя натиск върху следователите.
Руският външен министър Сергей Лавров отхвърля питането на Великобритания за участие на Русия в отравянето на Скрипал, като казва: „Това е глупост, нямаме нищо общо с това.“ Той обвинява Обединеното кралство, че разпространява „пропаганда“. Лавров казва, че Русия е „готова да си сътрудничи“ и иска достъп до пробите от нервния агент, които са използвани за отравяне на Скрипал. Искането е отхвърлено от британското правителство.
След изявлението в британския парламент на Тереза Мей от 12 март, в което тя дава на администрацията на Владимир Путин срок до полунощ на следващия ден да обясни как бивш шпионин е отровен в Солсбъри, иначе ще заключи, че това е „незаконно използване на сила“ срещу Великобритания, руският външен министър Сергей Лавров, разговаряйки с руската преса на 13 март, се позовава на изявлението като „ултиматум от Лондон“ и одобрява изказвания, направени от говорителя на министерството предишни ден, който казва: „цирково шоу в британския парламент“. Той добавя, че следва процедурата, предвидена в Конвенцията за химическите оръжия, при която Русия има право на достъп до въпросното вещество и 10 дни да отговори. Говорителят на руското външно министерство, говорейки за руски държавен телевизионен канал вечерта на 13 март, заявява, че никой няма право да дава на Русия 24-часови ултиматуми.
Вечерта на 13 март 2018 г. руското посолство в Лондон публикува съобщение, в което се казва, че Русия е връчила дипломатическа нота, която отхвърля всяко участие в инцидента в Солсбъри. Посолството публикува няколко други съобщения на 13 март, в които се казва, че Москва няма да отговори на ултиматума в Лондон, докато не получи образци от отровното вещество.
На 17 март Русия обявява, че изгонва 23 британски дипломати и нарежда закриването на консулството на Обединеното кралство в Санкт Петербург и офиса на Британския съвет в Москва, спирайки всички дейности на Британския съвет в Русия. На 29 март 2018 г. външният министър на Русия обявява поредица от наказателни мерки срещу САЩ и останалите държави, които са изгонили руските дипломати.
Руските представители и медиите разпространяват общо около 25 версии за отравянето на Скрипал.
Държавни медии
В продължение на няколко дни след отравянето руските държавни медии в значителна степен пренебрегват инцидента.
В крайна сметка на 7 март Кирил Клеймьонов от държавната телевизионна станция „Канал 1“, ръководител на програмата „Время“ в Русия, заявява, че „предател на родината“ е една от най-опасните професии, и предупреждава: „Да не изберете Англия като следваща дестинация, в която да живеете, каквито и да са причините, независимо дали сте професионален предател на родината или просто мразите вашата страна в свободното си време, повтарям, без значение, не се премествайте в Англия. Това е мястото, където през последните години има твърде много странни инциденти с тежък резултат, хората се обесиха, отровиха, умряха в катастрофи на хеликоптери и паднаха от прозорците.“ Коментарът на Клеймьонов е придружен от доклад, който подчертава предишни подозрителни смъртни случаи, свързани с Русия във Великобритания, а именно тези на финансиста Александър Перепилки, бизнесмена Борис Березовски, бившия офицер на ФСБ Александър Литвиненко и радиационния експерт Матю Пунчър. Пунчър открил, че Литвиненко е отровен от полоний; той почива през 2006 г., 5 месеца след пътуване до Русия.
На 11 март домакинът Дмитрий Кисельов на „Вести недели“ на руската държавна телевизия „Россия-1“ заявява, че отравянето на Сергей Скрипал, което е „недостатъчно“ като източник, е само благоприятно за британците да „подхранват своята русофобия“ и да организират бойкота на Световното първенство по футбол, насрочено за юни-юли 2018 г. Кисельов нарича Лондон „злосторно място за руските изгнаници“.
Предупрежденията на водещите руски телевизии за руснаците, живеещи в Обединеното кралство, са отразени от подобно пряко предупреждение от високопоставения член на Съвета на Руската федерация Андрей Климов, който казва: „Това ще бъде много несигурно за вас“.

## Други реакции

### САЩ
След изявлението на Тереза Мей в парламента държавният секретар на САЩ Рекс Тилерсън публикува изявление на 12 март, което напълно подкрепя позицията на правителството на Обединеното кралство във връзка с отравянето, включително „оценката му, че Русия вероятно е отговорна за нападението с нервен агент в Солсбъри“. На следващия ден американският президент Доналд Тръмп заявява, че Русия е вероятно отговорна.
Постоянната представителка на Съединените щати в Обединените нации Ники Хейли в брифинга на Съвета за сигурност на 14 март 2018 г. заявява: „Съединените щати вярват, че Русия е отговорна за атаката срещу двама души в Обединеното кралство, като е използвала нервен агент“.
След препоръката на Съвета за национална сигурност на Съединените щати президентът Тръмп на 26 март разпорежда експулсирането на 60 руски дипломати (наричани от Белия дом агенти на „руски разузнавателни служби“) и закриването на Руското консулство в Сиатъл. Решението е взето като „отговор на използването от Русия на химическо оръжие от военно поколение на територията на Обединеното кралство, най-новото в неговия текущ модел на дестабилизиращи дейности по света“.

### ОЗХО
Генералният директор Ахмет Юзюмку на Организацията за забрана на химическите оръжия (ОЗХО) прави изявление пред заседание на изпълнителния съвет, че употребата на нервен агент за отравяне на Скрипал предизвиква „сериозна загриженост“, като добавя: „Това е изключително тревожно, че химичните агенти все още се използват, за да навредят на хората. Тези, които са виновни за тази употреба, трябва да бъдат държани отговорни за действията си.“
Д-р Ралф Трап, бивш секретар на Научния консултативен съвет на ОЗХО, заявява в интервю, че на този етап няма убедителни доказателства за руската отговорност при атаката и че макар да има доказателства, че Русия в даден момент е изпълнявала тайна изследователска програма за създаване на новичок-тип нервни агенти, няма доказателство, че такива програми все още съществуват днес.

### Европейски съюз
Заместник-председателят на Европейската комисия Франс Тимерманс говори за „недвусмислена, непоколебима и много силна“ европейска солидарност с Обединеното кралство, когато се изказва през законодателите в Страсбург на 13 март. Федерика Могерини, върховната представителка по въпросите на външните работи и политиката на сигурност на ЕС, изразява своя шок и предлага подкрепата на блока. Ги Верхофстат, белгийски депутат в Европейския парламент, обявява солидарност с британския народ.
По време на среща в Съвета по външните работи на 19 март всички външни министри на Европейския съюз заявяват в съвместно изявление, че „Европейският съюз изразява неподправената си солидарност с Обединеното кралство и неговата подкрепа, включително за усилията на Обединеното кралство да привлече отговорните за това престъпление пред правосъдието.“ Освен това изявлението посочва също така, че „Европейският съюз приема изключително сериозно оценката на правителството на Обединеното кралство, че е много вероятно Руската федерация да носи отговорност“.
Норбърт Рогенген, бивш федерален министър в правителството на Ангела Меркел и настоящ председател на германския парламентарен комисар по външните работи, заявява, че инцидентът показва необходимостта Великобритания да преразгледа своята политика на отворена врата към съмнителен произход на руската столица.
16 държави от ЕС изгонват на 26 март 33 руски дипломати.

### Други страни
Албания, Австралия, Канада, Република Македония, Молдова, Норвегия и Украйна експулсират общо 26 руски дипломати, за които се смята, че са служители на разузнаването. Правителството на Нова Зеландия също излиза с изявление, подкрепящо действията, отбелязвайки, че би изгонило всички руски разузнавателни агенти, които бъдат открити в страната.

### НАТО
НАТО официално реагира на атаката на 14 март. Алиансът изразява дълбоката си загриженост от първата употреба от нейното основаване на нервен агент на нейна територия и посочва, че нападението очевидно е в нарушение на международните договори. НАТО призовава Русия да разкрие подробно своите разработки на „Новичок“ в Организацията за забрана на химическото оръжие.
Йенс Столтенберг, генералният секретар на НАТО, обявява на 27 март, че НАТО ще изгони 7 руски дипломати от руската мисия в НАТО в Брюксел. Освен това на 3 незаети длъжности в мисията е отказана акредитация от НАТО. Русия обвинява САЩ за реакцията на НАТО.

## Взаимни санкции
До края на март 2018 г. редица държави и други организации гонят руски дипломати в знак на солидарност с Обединеното кралство в „най-голямото колективно експулсиране на руски разузнавачи в историята“:
Великобритания гони 23 руски дипломати на 14 март. Русия гони равен брой и обявява закриването на консулството на Великобритания в Санкт Петербург и закриването на Британския съвет в Русия. Новинарите съобщават на 23 март, че 10 държави от ЕС обмислят експулсиране на руски дипломати. 9 от тези държави предприемат такива действия 3 дни по-късно, заедно с 6 други държави от ЕС, САЩ, Канада, Украйна и Албания. На следващия ден други държави от ЕС и извън него и НАТО реагират по същия начин. На 30 март Русия експулсира равен брой дипломати. В същото време Белгия, Черна гора, Унгария и Грузия гонят 1 или повече руски дипломати. Освен това на 30 март Русия намалява размера на цялата мисия на Великобритания в Русия, за да съответства на размера на руската мисия в Обединеното кралство.
| Държава / организация | Изгонени дипломати | Обявена дата | Бележки                                                               | Отговор от Русия                                                                                 | Обявена дата |
| --------------------- | ------------------ | ------------ | --------------------------------------------------------------------- | ------------------------------------------------------------------------------------------------ | ------------ |
| Австралия             | 2                  | 27 март      |                                                                       | 2 дипломати, изгонени от Русия                                                                   | 30 март      |
| Албания               | 2                  | 26 март      |                                                                       | 2 дипломати, изгонени от Русия                                                                   | 30 март      |
| Белгия                | 1                  | 27 март      |                                                                       |                                                                                                  | 30 март      |
| Великобритания        | 23                 | 14 март      |                                                                       | 23 дипломати, изгонени от Русия; Британският съвет и консулството в Санкт Петербург са затворени | 17 март      |
| Великобритания        | 23                 | 14 март      | Дипломатическата мисия в Русия е намалена до броя във Великобритания. | 30 март                                                                                          |              |
| Германия              | 4                  | 26 март      |                                                                       | 4 дипломати, изгонени от Русия                                                                   | 30 март      |
| Грузия                | 1                  | 30 март      |                                                                       |                                                                                                  |              |
| Дания                 | 2                  | 26 март      |                                                                       | 2 дипломати, изгонени от Русия                                                                   | 30 март      |
| Естония               | 1                  | 26 март      |                                                                       | 1 дипломат, изгонен от Русия                                                                     | 30 март      |
| Ирландия              | 1                  | 27 март      |                                                                       | 1 дипломат, изгонен от Русия                                                                     | 30 март      |
| Испания               | 2                  | 26 март      |                                                                       | 2 дипломати, изгонени от Русия                                                                   | 30 март      |
| Италия                | 2                  | 26 март      |                                                                       | 2 дипломати, изгонени от Русия                                                                   | 30 март      |
| Канада                | 4                  | 26 март      |                                                                       | 4 дипломати, изгонени от Русия                                                                   | 30 март      |
| Латвия                | 1                  | 26 март      |                                                                       | 1 дипломат, изгонен от Русия                                                                     | 30 март      |
| Литва                 | 3                  | 26 март      |                                                                       | 3 дипломати, изгонени от Русия                                                                   | 30 март      |
| Северна Македония     | 1                  | 26 март      |                                                                       | 1 дипломат, изгонен от Русия                                                                     | 30 март      |
| Молдова               | 3                  | 27 март      |                                                                       | 3 дипломати, изгонени от Русия                                                                   | 30 март      |
| Нидерландия           | 2                  | 26 март      |                                                                       | 2 дипломати, изгонени от Русия                                                                   | 30 март      |
| Норвегия              | 1                  | 26 март      |                                                                       | 1 дипломат, изгонен от Русия                                                                     | 30 март      |
| Полша                 | 4                  | 26 март      |                                                                       | 4 дипломати, изгонени от Русия                                                                   | 30 март      |
| Румъния               | 1                  | 26 март      |                                                                       | 1 дипломат, изгонен от Русия                                                                     | 30 март      |
| САЩ                   | 60                 | 26 март      | Консулството в Сиатъл е затворено; 12 дипломати в Ню Йорк             | 60 дипломати изгонени от Русия. Консулството в Санкт Петербург е затворено                       | 30 март      |
| Украйна               | 13                 | 26 март      |                                                                       | 13 дипломати, изгонени от Русия                                                                  | 30 март      |
| Унгария               | 1                  | 26 март      |                                                                       |                                                                                                  | 30 март      |
| Финландия             | 1                  | 26 март      |                                                                       | 1 дипломат, изгонен от Русия                                                                     | 30 март      |
| Франция               | 4                  | 26 март      |                                                                       | 4 дипломати, изгонени от Русия                                                                   | 30 март      |
| Хърватия              | 1                  | 26 март      |                                                                       | 1 дипломат, изгонен от Русия                                                                     | 30 март      |
| Черна гора            | 1                  | 28 март      |                                                                       |                                                                                                  |              |
| Чехия                 | 3                  | 26 март      |                                                                       | 3 дипломати, изгонени от Русия                                                                   | 30 март      |
| Швеция                | 1                  | 26 март      |                                                                       | 1 дипломат, изгонен от Русия                                                                     | 30 март      |
| НАТО                  | 10                 | 27 март      | 7 изгонени, делегацията е намалена с 10 души                          |                                                                                                  |              |

България, Люксембург, Малта, Португалия, Словакия, Словения и Европейският съюз не гонят руски дипломати, но привикват своите посланици от Русия за консултации. Освен това Исландия решава да бойкотира дипломатически Световното първенство през 2018 г., проведено в Русия.